# Szaida Gunba
Szaida Gunba, grúzul: საიდა გუმბა (Szuhumi, 1959. augusztus 30. – 2018. november 24.) olimpiai ezüstérmes szovjet-grúz atléta, gerelyhajító.

## Pályafutása
1978-ban lett a szovjet atlétikai válogatott tagja. 1978-ban és 1979-ben bajnok, 1983-ban második lett a szovjet atlétikai bajnokságon. Az 1980-as moszkvai olimpián gerelyhajításban ezüstérmet szerzett. Egyéni legjobbja 68,28 m (1980) volt. Visszavonulása után Szuhumiban atlétikai edzőként tevékenykedett.

## Sikerei, díjai
- Olimpiai játékok
  - ezüstérmes: 1980, Moszkva